# Президентские выборы в Кабо-Верде (2021)
Президентские выборы 2021 года в Кабо-Верде проходили 17 октября. Жозе Мария Невеш из оппозиционной Африканской партии независимости Кабо-Верде был избран на пост президента Республики, получив 51,7 % голосов.

## Предвыборная обстановка
Уходящий президент Жорже Карлуш Фонсека был впервые избран после выборов 2011 года и был переизбран в 2016 году, набрав 74 % голосов избирателей.
27 июля 2021 года действующий президент Хорхе Карлос Фонсека издал указ, подтверждающий, что выборы состоятся 17 октября, а второй тур предварительно был назначен на 31 октября. Сам Фонсека не имел права баллотироваться из-за ограничений по срокам. Конституция требовала, чтобы кандидаты регистрировались за 60 дней до выборов, таким образом, крайний срок подачи документов был 17 августа.

## Избирательная система
Президент Кабо-Верде избирается по системе абсолютного большинства в два тура зарегистрированными избирателями, проживающими в стране и за рубежом. Кандидатами в президенты могут быть граждане Кабо-Верде по происхождению, не имеющие другого гражданства, старше 35 лет и проживавшие в стране три года на дату выдвижения кандидатуры. Заявление о регистрации в качестве кандидата должно быть представлено в Конституционный суд для утверждения и требует подписей не менее 1 тыс. и не более 4 тыс. избирателей.

## Кандидаты
Две основные партии страны, Африканская партия независимости Кабо-Верде и Движение за демократию, выдвинули бывших премьер-министров своими кандидатами. Африканская партия независимости номинировала Жозе Мария Невеша, а Движение за демократию — Карлуша Вейгу. Ранее Вейга баллотировался на пост президента в 2001 году, когда он проиграл всего 12 голосов из 153 406, поданных во 2-м туре, и в 2006 году, когда он уступил победителю менее чем 2 % голосов.
Помимо двух основных кандидатов в выборах участвовало ещё пять кандидатов.

## Избирательная кампания
Предвыборная кампания началась 30 сентября и закончилась 15 октября. Ведущие Вейга и Невеш обещали стабилизировать ситуацию в стране из-за продолжающегося кризиса COVID-19, который серьёзно дестабилизировал экономику.

## Результаты
Кандидат Африканской партии независимости Кабо-Верде Жозе Мария Невеш был избран в 1-м туре, набрав более 51 % голосов. Таким образом, впервые с 2006 года партия выиграла президентские выборы.
| Кандидат                                                           | Партия                                      | Голосов | %     |
| ------------------------------------------------------------------ | ------------------------------------------- | ------- | ----- |
| Жозе Мария Невеш                                                   | Африканская партия независимости Кабо-Верде | 95 803  | 51,73 |
| Карлуш Вейга                                                       | Движение за демократию                      | 78 474  | 42,37 |
| Каземиро де Пина                                                   | Независимый                                 | 3343    | 1,81  |
| Фернандо Роша Дельгадо                                             | Независимый                                 | 2516    | 1,36  |
| Элио Санчес                                                        | Независимый                                 | 2119    | 1,14  |
| Жилсон Алвеш                                                       | Независимый                                 | 1558    | 0,84  |
| Жоаким Монтейру                                                    | Независимый                                 | 1378    | 0,74  |
| Недействительных/пустых бюллетеней                                 | Недействительных/пустых бюллетеней          | 5928    | 3,10  |
| Всего                                                              | Всего                                       | 185 191 | 100   |
| Зарегистрированных избирателей/Явка                                | Зарегистрированных избирателей/Явка         | 398 865 | 47,92 |
| Источник: CNE Архивная копия от 17 октября 2021 на Wayback Machine |                                             |         |       |